# Simon Pesch
Simon Pesch (* 9. März 1989 in Neuss) ist ein deutscher Fußballtrainer.

## Leben
Pesch spielte Fußball beim DJK Gnadental in Neuss, im Jugendbereich in der Niederrheinliga, im Herrenbereich in der Bezirksliga. Im Alter von 24 Jahren beendete er seine Spielerkarriere. Folgend absolvierte er ein Studium an der Deutschen Sporthochschule in Köln, das er 2016 mit dem Bachelor in Sport und Leistung abschloss und damit als DFB-Scout lizenziert wurde.

## Trainerkarriere
Bereits ab 2010 war Pesch als Trainer der 1. Jugend-Fußball-Schule Köln tätig und engagierte sich von 2012 bis 2013 zudem als Scout beim SC Fortuna Köln. Zur Saison 2015/16 beendete er seine Tätigkeit für die Jugend-Fußball-Schule und wurde für zwei Jahre U16-Trainer bei Fortuna Düsseldorf. 
Seine erste Anstellung im Herren-Fußball fand er als Co-Trainer unter Fuat Kilic ab der Saison 2017/18 beim Regionalligisten Alemannia Aachen. Zur Saison 2019/20 wechselte er zum 1. FSV Mainz 05, bei dessen U23-Mannschaft er in der Regionalliga Südwest als Co-Trainer unter Bartosch Gaul tätig wurde. Nach drei Jahren verließ er mit Gaul die Rheinhessen nach Polen und wurde für zwei Jahre Co-Trainer bei Górnik Zabrze. Mit den Oberschlesiern gelang ihnen in der Ekstraklasa zweimal eine Position im oberen Tabellenmittelfeld. 
Zeitweise war Pesch 2024 Trainer der Mannschaft Streets United von Lukas Podolski und Alisha Lehmann in der Baller League.
Im Sommer 2024 schloss sich Pesch dem Drittligisten Hansa Rostock an, bei dem er unter Bernd Hollerbach abermals als Co-Trainer tätig wurde. Nachdem Hollerbach im Oktober 2024 infolge schwacher Leistungen freigestellt wurde, übernahm Pesch zusammen mit Marcus Rabenhorst interimsweise die Leitung der Profimannschaft. Im ersten Spiel unter ihrer Ägide gegen Rot-Weiss Essen, gelang den Mecklenburgern ein 4:0-Sieg. Nach einem weiteren Spiel gegen den VfL Osnabrück (2:0), gab der F.C. Hansa den neuen Chef-Trainer Daniel Brinkmann bekannt, sodass Pesch und Rabenhorst wieder als Co-Trainer agierten. Nach der Saison 2024/25, die die Norddeutschen als Fünftplatzierter und Landespokalsieger abschlossen, beendeten Hansa und Pesch die Zusammenarbeit.
Er verfügt als Trainer über die UEFA-A-Lizenz.